# Мечеть (Тювеево)
Соборная мечеть Тювеева — мечеть в с. Тювеево Темниковского района Мордовии. Построена в 1913 году. Памятник архитектуры местного значения. В настоящее время эксплуатируется местной мусульманской общиной с. Тювеево.

## Описание памятника
Здание мечети в плане представляет собой одноэтажный прямоугольник (17,2×9 м) с выступом на южной стороне с 4-ярусным минаретом и деревянным крыльцом.
Фасады центрального объёма мечети имеют арочные окна, украшенные плоскими наличниками и завершениями в виде килевидных арок. Простенки окон украшены деталями. По углам здания имеются пилястры с профилями. Сложный венчающий карниз несет ряд профилей и сухариков. Подоконный карниз идет по всему периметру здания. Фасады граненной формы украшены деталями в виде полумесяца.
Углы прямоугольных в плане ярусов минарета срезаны и слегка выступают вперед; 4-й ярус имеет окна с наличниками и проем. Первый ярус минарета увенчан с фасадов треугольными фронтонами; карнизы ярусов сложные профилированные. Последний ярус минарета перекрыт сомкнутым сводом; остальные перекрытия деревянные.
В интерьере полы и потолок деревянные, стены покрашены по кирпичу. Крыша крыта железом.

## История мечети
Каменная мечеть была построена в 1913 г. на средства прихожан (в ведомости приходов и духовных лиц дата иная — 1900 г.). В советское время после 1936 г. была закрыта. Здание использовалось под склад, окна были заложены. Как памятник истории и культуры был взят на учёт в 1973 г. До этого под охраной не состоял.

## История махалли
В 1862 г. в селе уже была мечеть, к её приходу относились также жители Сухова и Виряс. Количество прихожан в кон. XIX в. составляло 658 чел. Имамы из рода Чапаевых.